# Bap Kennedy
Bap Kennedy (ur. 17 czerwca 1962 w Belfaście, zm. 1 listopada 2016 tamże) – północnoirlandzki piosenkarz, kompozytor i gitarzysta.
Był wieloletnim frontmanem grupy Energy Orchard. Wśród artystów z którymi współpracował byli między innymi Steve Earle, Mark Knopfler, Shane MacGowan i Van Morrison. W 2016 zdiagnozowano u niego raka trzustki i jelita grubego. Zmarł 1 listopada 2016 w Marie Curie Hospice.

## Wybrana dyskografia
- Domestic Blues (1999)
- Hillbilly Shakespeare (1999)
- Lonely Street (2000)
- The Big Picture (2005)
- Howl On (2009)
- The Sailor’s Revenge (2012)
- The Sailor’s Revenge (Deluxe)
- Let’s Start Again (2013)